# Elymnias oberthuri
Elymnias oberthuri är en fjärilsart som beskrevs av Hans Fruhstorfer 1902. Elymnias oberthuri ingår i släktet Elymnias och familjen praktfjärilar. Inga underarter finns listade i Catalogue of Life.